# Sphaerammina
Sphaerammina es un género de foraminífero bentónico de la subfamilia Sphaerammininae, de la familia Sphaeramminidae, de la superfamilia Lituoloidea, del suborden Lituolina y del orden Lituolida. Su especie tipo es Sphaerammina ovalis. Su rango cronoestratigráfico abarca el Holoceno.

## Discusión
Clasificaciones previas incluían Sphaerammina en el suborden Textulariina del orden Textulariida, o en el orden Lituolida sin diferenciar el suborden Lituolina.

## Clasificación
Sphaerammina incluye a las siguientes especies:
- Sphaerammina gerochi
- Sphaerammina ovalis
- Sphaerammina subgaleata